# Barbara Lazotti

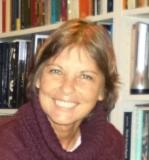

Barbara Lazotti (Roma, 6 febbraio 1955) è un soprano, musicologa e musicista italiana.

## Biografia
Dopo studi classici, si è laureata con lode in Lettere ad indirizzo musicologico Storia della musica all'Università di Roma Tor Vergata. Si è laureata con lode in D.A.M.S., Discipline delle Arti, Musica e Spettacolo in Biblioteconomia e archivistica musicale. Ha seguito i corsi di perfezionamento post lauream La musica nella storia della cultura e Educazione musicale, elementi di didattica. Vincitrice del Dottorato di Ricerca in Storia e analisi delle culture musicali presso l'Università "La Sapienza" di Roma e del Dottorato di ricerca in Musicologia e beni musicali presso l'Università "Alma Mater Studiorum" di Bologna. 
È diplomata in Canto presso il Conservatorio L. Perosi di Campobasso e ha effettuato studi di Composizione e Musica elettronica. 
Si è perfezionata nel repertorio liederistico alla Hochschule für Musik di Salisburgo con Werner Hollweg e alla Fondazione Cini di Venezia nel repertorio barocco.
Come docente, dal 1992 ha insegnato Canto lirico presso i Conservatori di Avellino, Cagliari, Campobasso e Cosenza; e Frosinone. Ha ricevuto in affidamento gli insegnamenti di Storia della Musica da Camera dell'Ottocento, Storia della Poesia per musica, Storia del teatro musicale e di Storia e analisi del repertorio nell'ambito dei bienni specialistici in Discipline Musicali nei Conservatori. Ha effettuato masterclass e seminari sulla vocalità italiana presso le Università e i Conservatori di Salonicco, Lugano, Beiruth, Kaslik (Libano), Antwerpen (Belgio).
Come esecutore, dagli anni ottanta ha collaborato con molti compositori del Novecento, tra i quali Claudio Ambrosini, Paolo Arcà, Matteo D'Amico, Armando Gentilucci, Daniele Lombardi, Egisto Macchi, Ennio Morricone e Marcello Panni, Francesco Pennisi, Aurelio Samorì.
Tra i numerosi luoghi in cui ha cantato si segnalano i festival di: 
Alicante “XXI Festival di musica contemporanea”; Bilbao, Octavo Festival de "Musica del Siglo XX"; Halle, "38° Händel Festspiele"; Roma, "Festival Nuova Consonanza"; "Romaeuropa Festival ‘92"; Roma, "Semaine Intercontemporaine di Villa Medici".
Ha partecipato alle stagioni liriche e concertistiche di Bergamo: Teatro Donizetti; Cagliari: Teatro Lirico; L'Aquila: Società Aquilana dei concerti B. Barattelli; Berlino: Akademie der Künste; Basilea: Musik Akademie der Stadt; Budapest, l'Orchestra di Stato Ungherese e Orchestra della MAV della Radio Ungherese; Madrid: Stagione di Musica contemporanea Centro Arte Reina Sofia “LIM 87”; Tel Aviv: Biblioteca Municipale Shaar; Gerusalemme: Zionist Confederation House; Milano: Palazzina Liberty Musica Aperta; Roma: Teatro Olimpico, Accademia Filarmonica Romana, Accademia Nazionale S. Cecilia, Auditorium Rai.
Dal 1989 al 1995 ha collaborato con Rai Radio 3 per la conduzione e la regia di programmi musicali: Diapason;  Scatola sonora; Radiotre suite; Sabato musica; Radiouno jazz.
Ambiti di ricerca
- La romanza da camera nell'Italia dell'Ottocento e dei primi del Novecento.
- La vocalità nella musica contemporanea.
- La didattica del canto.

## Pubblicazioni
MONOGRAFIE: 
- La romanza da camera nella società italiana di fine Ottocento attraverso la rivista “La Musica Popolare”, Quaderni dell'IRTEM, Roma 1999.

SAGGI: 
- La romanza da salotto in Italia tra Otto e Novecento, in Maurizio Giani (a cura di), Nestore Caggiano e il suo tempo, Atti delle giornate di studi, Caggiano 11-12 settembre 1999.
- La romanza vocale da camera attraverso “La Musica Popolare”, in Francesco Sanvitale (a cura di), La romanza italiana da salotto, E.D.T., Torino 2002.
- La collezione dei libretti per musica di Lodovico Silvestri nella Biblioteca del Conservatorio S. Cecilia in Roma, in Bianca Maria Antolini e Teresa Gialdroni (a cura di), ...Et facciam dolçi canti, Studi in onore di Agostino Ziino in occasione del suo 65º compleanno, LIM, Lucca 2004.
- La formazione del cantante, in Guido Salvetti e Maria Grazia Sità, La cultura dei musicisti italiani nel Novecento, Guerini e Associati, Milano 2004.
- Francesco Paolo Tosti: nuove acquisizioni, in Musicus Discologus 2, Scritti in onore dell'80 anno di Carlo Marinelli, ETS, Pisa 2007.
- Novità e tradizione nelle liriche da camera di G. Martucci, in Giuseppe Martucci e la caduta delle Alpi, Atti del convegno su Giuseppe Martucci Napoli 2006, LIM, Lucca 2008.
- Cantar Stecchetti, in Piero Mioli (a cura di), “Qual musica intorno a Giosue”, Pàtron, Bologna 2009.
- Le romanze da camera di Giorgio Miceli, in: Giorgio Miceli e la musica nel mezzogiorno d'Italia nell'Ottocento - Atti del Convegno Internazionale di studi Università della Calabria, Arcavacata di Rende 2-5 dicembre 2004. Istituto di Bibliografia Musicale Calabrese, 2012.
- Enrico Panzacchi scrittore e musicografo, in Piero Mioli (a cura di) Sonata a tre 1867-1871 Verdi, Wagner e Bologna 1813-2013, LIM 2013.
- Gianfranco Plenizio: Il fascino della collezione, in: Roberto Calabretto (a cura di), Gianfranco Plenizio un musicista friulano. Società Filologica friulana, Udine 2018.
- "Mentre tu canti", I versi di Enrico Panzacchi nella romanza italiana da salotto tra il 1870 e il 1920. Quaderni Istituto Nazionale Tostiano di Ortona, 2023.
- "Arpa gentile" Le composizioni per canto e pianoforte di Crescenzo Buongiorno, In: Crescenzo Buongiorno Violoncellista e compositore, Sillabe, Livorno 2024.

RECENSIONI: 
- «Rivista Italiana di Musicologia», Vol. XXXVII – 2003/2 dei volumi di M. Salvarani e G. Moroni sui Teatri di Ancona e Senigallia.

ARTICOLI: 
- The vocal chamber romance of the end of 19th century in the magazine «La Musica Popolare», «Analitica», Rivista online di Studi Musicali- Online Journal of Musical Studies, 2001, vol. 2, number 1

### Incisioni discografiche
- Edgar Alandia, Perla... fabula triste, opera in un atto per soprano, baritono, voce recitante e strumenti su testo di Pasquale Santoli.
- Guido Baggiani, UBUNG,per soprano con gong, chitarra, vibrafono, pianoforte.
- Guido Baggiani, Anabasi, per 4 voci femminili, 2 flauti, 2clarinetti, vibrafono ed elaborazione elettronica su testo di Aldo Rostagno.
- Luciano Bellini, O Kaimos Musica per balletto
- Luciano Bellini, Alekos, Cantata per la libertà, per soprano, voce recitante e 10 strumenti su testo di A. Panagulis
- Luciano Bellini, Nacimientos, per soprano, coro e orchestra su testi sacri
- Luciano Bellini, La luce spunterà tra poco, per soprano, clarinetto e pianoforte su testo di A. Panagulis
- Michele Dall'Ongaro, Cori, per clarinetto, nastro, voce femminile registrata e live electonics
- Michele Dall'Ongaro, Era il primo di maggio, per soprano, flauto, pianoforte su testo di Cesare Garboli
- Michele Dall'Ongaro, Jekyll Radiofilm musicale su testo di Michele Serra per soprano/recitante, attore e nastro magnetico
- Michele Dall'Ongaro, Vita mia, per soprano, violino, violoncello, pianoforte su testo di A. Bevilacqua
- Antonio D'Antò, Canto del Mare, per voce e chitarra su testo di Luca Salvadori
- Domenico Guaccero, Tre melodie per soprano e timpani, da: Opere vocali 1951-1983.
- Daniele Lombardi, Orphée, per voce femminile e pianoforte su testo di Paul Valery
- Giampaolo Luppi, Apocalypsis, per soprano, flauto, clarinetto, violino, viola, violoncello, contrabbasso su testo tratto dal Cantico delle Creature
- Diego Minciacchi, Some of the colours you like, per soprano, chitarra, flauto, viola, pianoforte, percussioni
- Franco Oppo, Silenzio, per soprano, oboe, violino, viola, violoncello su testo di Eugenio Montale
- Mauro Porro, Cantico della Vigna, per soprano e undici strumenti su testo biblico
- Horatio Radulescu, Colonne d'alba, per soprano e otto strumenti
- Aurelio Samorì, L'eterno inizia spesso da un momento per voce e pianoforte su testo di Paolo Volponi
- Aurelio Samorì, Pareti rosse d'aria, per soprano clarinetto e pianoforte
- Flavio Emilio Scogna, Canto primo, per voce e pianoforte